# Sânpaul (okręg Arad)
Sânpaul (węg. Szentpál) – wieś w Rumunii, w okręgu Arad, w gminie Șofronea. W 2011 roku liczyła 695 mieszkańców. 